# Oberndorf (Reichenschwand)
Oberndorf ([ˈoːbɐnˌdɔʁf] ⓘ) ist ein Gemeindeteil der Gemeinde Reichenschwand im Landkreis Nürnberger Land (Mittelfranken, Bayern). Oberndorf liegt in der Gemarkung Reichenschwand.

## Lage
Das Dorf liegt im Norden des Dorfes oberhalb der Bahnlinie Nürnberg–Hersbruck (rechts) am Hansgörgl und an der Weppach. Etwa einen Kilometer nördlich liegt der Reichenschwander Gemeindeteil Leuzenberg. Durch den Ort verläuft der Fränkische Marienweg.

## Herrensitz
In der Leuzenberger Straße befindet sich ein ehemaliger Herrensitz. Er wurde nach einer Inschriftentafel an der Giebelfassade 1627 von Bonaventura Furtenbach auf Reichenschwand und Oberndorf von Grund auf neu erbaut. Der Bauherr stammte aus einer Allgäuer Familie, die durch den Fernhandel mit Textilien, Gewürzen und Salz zu Reichtum gelangt war und sich seit Bonaventura I. Furtenbach (1498–1564) in Nürnberg nachweisen lässt. Der ältere Bonaventura gilt als Begründer der Nürnberger Linie, wurde von Kaiser Karl V. geadelt, konnte rasch in die Nürnberger Führungsschicht einheiraten (verschwägert u. a. mit den Holzschuher), 1530 das namengebende Reichenschwand und bis 1535 die Güter in Oberndorf erwerben. In seinem Testament widmete 1563 er die Herrschaft Reichenschwand mit den Gütern zu Oberndorf und Leuzenberg zu einem Fideikommissgut um, das seine Nachkommen „weder verkaufen oder vergeben“ durften und das so bis zum Anfang des 19. Jahrhunderts in der Hand der Familie blieb. Im Herrensitz Oberndorf wurde 1702 Jakob Wilhelm von Furtenbach geboren, der die so genannte „zweite Reichenschwander Linie“ begründen sollte. 100 Jahre später verkaufte sein Sohn Jobst Wilhelm von Furtenbach das Schlösschen mit geringem Zubehör um 3.500 Gulden an den Bauern Johann Deinzer, der es wieder in einen Bauernhof umwandelte. Noch heute ist der Hof im Besitz der Familie Deinzer.